# Georgi Sawwitsch Grammatikopulo
Georgi „Juri“ Sawwitsch Grammatikopulo (russisch Георгий Саввич Грамматикопуло; * 1930 in Sochumi; † 1992) war ein sowjetischer Fußballspieler und -trainer.

## Leben und Karriere
Das Fußballspielen begann Georgi Grammatikopulo, der auch „Juri“ genannt wurde, bei Dinamo Suchum in seiner Heimatstadt am schwarzen Meer, wo auch Nikita Simonjan zu dieser Zeit spielte. Er war griechischer Herkunft. 1949 kam der Stürmer Grammatikopulo zu Dinamo Tiflis, verblieb dort aber nur bis 1950 und blieb torlos. Kurzzeitig spielte er beim kleinen Verein Spartak Tiflis, bevor er von Dynamo Leningrad verpflichtet wurde. Dort spielte er von 1952 bis 1953, bevor er von Dynamo Kiew verpflichtet wurde. Fünf Spielzeiten verbrachte er bei den Kiewern, in denen er 97 Ligaspiele absolvierte und 21 Tore schoss. 1960 ging er kurzzeitig zurück zu Dinamo Tiflis, wo er sich jedoch nicht durchsetzen konnte. Seine Karriere ließ er ausklingen bei seinem alten Verein Dinamo Suchum.
Georgi Grammatikopulo betätigte sich danach auch als Trainer. Zunächst bei Torpedo Kutaissi, später wiederholt bei Dinamo Suchum, zuletzt 1989. 1992, nach dem Zerfall der Sowjetunion und während des Bürgerkriegs in Abchasien, starb Grammatikopulo.